# Lista światowego dziedzictwa UNESCO w Finlandii
Lista światowego dziedzictwa UNESCO w Finlandii – lista miejsc w Finlandii wpisanych na listę światowego dziedzictwa UNESCO, ustanowionej na mocy Konwencji w sprawie ochrony światowego dziedzictwa kulturowego i naturalnego, przyjętej przez UNESCO na 17. sesji w Paryżu 16 listopada 1972 i ratyfikowanej przez Finlandię 4 marca 1987 roku.
Obecnie (stan na 2023 rok) na liście znajduje się 6 obiektów dziedzictwa kulturowego oraz 1 o charakterze przyrodniczym.
Na fińskiej liście informacyjnej UNESCO – liście obiektów, które Finlandia zamierza rozpatrzyć do zgłoszenia do wpisu na listę światowego dziedzictwa – znajdują się 2 obiekty (stan na 2023 rok).

## Obiekty na liście światowego dziedzictwa UNESCO
Poniższa tabela przedstawia fińskie obiekty na liście światowego dziedzictwa UNESCO:
Nr ref. – numer referencyjny UNESCO;
Obiekt – polskie tłumaczenie nazwy wpisu na liście wraz z jej angielskim oryginałem;
Położenie – miasto, region; współrzędne geograficzne;
Typ – klasyfikacja według Komitetu Światowego Dziedzictwa:
- kulturowe (K)
- przyrodnicze (P)
- kulturowo-przyrodnicze (K,P)

Rok wpisu – roku wpisu na listę i rozszerzenia wpisu
Opis – krótki opis obiektu wraz z informacjami o jego zagrożeniu.
     Wpisy transgraniczne
| Nr ref. | Obiekt                                                                                   | Zdjęcie | Położenie | Typ            | Rok       | Opis |
| ------- | ---------------------------------------------------------------------------------------- | ------- | --- | -------------- | --------- | --- |
| 579     | Cmentarzysko z epoki brązu w Sammallahdenmäki Bronze Age Burial Site of Sammallahdenmäki |         | Rauma Satakunta 61°07′11,1″N 21°46′25,3″E/61,119750 21,773694 | K (iii)(iv)    | 1999      | Zespół 33 granitowych kopców grobowych pochodzących z epoki brązu. Datuje się je na okres 1500–500 lat p.n.e. Cmentarzysko jest związane z rytuałami kultu słońca. |
| 583     | Twierdza Suomenlinna Fortress of Suomenlinna                                             |         | Helsinki Uusimaa 60°08′50,0″N 24°59′14,0″E/60,147222 24,987222 | K (iv)         | 1991      | Twierdza została wybudowana przez Szwedów w XVIII wieku w celu obrony przed Imperium Rosyjskim. Jest ona położona na sześciu wyspach przy wejściu do portu w Helsinkach. W pobliżu znajduje się również okręt–muzeum Vesikko. |
| 582     | Zabytkowa dzielnica Raumy Vanha Rauma                                                    |         | Rauma, Satakunta 61°07′42″N 21°30′42″E/61,128333 21,511667 | K (iv)(v)      | 1991 2009 | Rauma, położona nad Zatoką Botnicką, jest jednym z najstarszych portów Finlandii. Zabudowa miasta koncentruje się wokół klasztoru franciszkanów z XIV wieku. Pomimo pożaru w XVII wieku przetrwało 600 drewnianych budynków. |
| 1187    | Południk Struvego Struve Geodetic Arc                                                    |         | Enontekiö, Ylitornio, Tornio, Korpilahti, Lapinjärvi, Pyhtää 68°40′57″N 22°44′45″E/68,682500 22,745833 66°23′52″N 23°43′31″E/66,397778 23,725278 65°49′48″N 24°09′26″E/65,830000 24,157222 61°55′36″N 25°32′01″E/61,926667 25,533611 60°42′17″N 26°00′12″E/60,704722 26,003333 60°16′35″N 26°36′12″E/60,276389 26,603333 | K (ii)(iv)(vi) | 2005      | W Finlandii znajduje się 6 z 34 punktów pomiarowych południka Struvego. Zostały one założone w latach 1816–1852 na terenie ówczesnej unii Szwecji i Norwegii oraz Imperium Rosyjskiego, pod nadzorem rosyjskiego naukowca Friedricha Georga Wilhelma von Struvego i rosyjskiego oficera Carla F. Tennera. Wpis transgraniczny z Białorusią, Estonią, Litwą, Łotwą, Mołdawią, Norwegią, Rosją, Szwecją oraz Ukrainą. |
| 584     | Zabytkowy kościół w Petäjävesi Petäjävesi Old Church                                     |         | Petäjävesi Finlandia Środkowa 62°15′00,4″N 25°11′01,9″E/62,250111 25,183861 | K (iv)         | 1994      | Kościół wybudowany w latach 1763–1765 z drewna sosnowego. Jest to świątynia luterańska. Wnętrze kościoła łączy w sobie cechy renesansu, baroku oraz gotyku. |
| 751     | Fabryka obróbki drewna i tektury w Verli Verla Groundwood and Board Mill                 |         | Kouvola Kymenlaakso 61°03′44,3″N 26°38′20,9″E/61,062300 26,639150 | K (iv)         | 1996      | Fabryka i otaczający ją obszar mieszkalny stanowią rodzaj małej osady przemysłowej powstałej na przełomie XIX i XX wieku. Fabryka Verla działała do 1964 roku, po czym została przekształcona w muzeum. |
| 898     | Archipelag Kvarken / Pobrzeże Zachodniobotnickie High Coast / Kvarken Archipelago        |         | Kymenlaakso 63°04′00″N 18°21′00″E/63,066667 18,350000 | P (viii)       | 2000 2006 | Obszar Pobrzeża Zachodniobotnickiego i archipelagu Kvarken obejmuje pobrzeże Zatoki Botnickiej i 5600 wysp i wysepek na Morzu Bałtyckim ukształtowanych przez topniejącą pokrywę lodowcową ok. 10–24 tys. lat temu[14]. Wpis transgraniczny ze Szwecją. |

## Obiekty na fińskiej liście informacyjnej UNESCO
Poniższa tabela przedstawia obiekty na fińskiej liście informacyjnej UNESCO:
Nr ref. – numer referencyjny UNESCO;
Obiekt – polska nazwa obiektu wraz z jej angielskim oryginałem na fińskiej liście informacyjnej;
Położenie – miasto, region; współrzędne geograficzne;
Typ – klasyfikacja według zgłoszenia:
- kulturowe (K),
- przyrodnicze (P),
- kulturowo–przyrodnicze (K,P);

Rok wpisu – roku wpisu na listę informacyjną;
Opis – krótki opis obiektu wraz z informacjami o jego zagrożeniu.
| Nr ref. | Obiekt | Zdjęcie | Położenie                                                                       | Typ       | Rok  | Opis |
| ------- | --- | ------- | ------------------------------------------------------------------------------- | --------- | ---- | --- |
| 6510    | Archipelagi fok obrączkowanych jeziora Saimaa The Ringed Seal Archipelagos of Lake Saimaa                                                                     |         | Karelia Południowa Sawonia Południowa 61°15′00″N 28°15′00″E/61,250000 28,250000 | P (ix)(x) | 2021 | Jezioro Saimaa jest największym zbiornikiem wodnym w Finlandii. Jego powierzchnia jest 40-krotnie większa od powierzchni Jeziora Śniardwy. Na jeziorze znajduje się szereg wysp zamieszkałych przez fokę obrączkowaną.                         |
| 6509    | Dzieła architektoniczne Alvara Aalto – ludzki wymiar ruchu modernistycznego The Architectural Works of Alvar Aalto - a Human Dimension to the Modern Movement |         | Paimio, Helsinki, Kotka, Pori, Muuratsalo, Imatra, Jyväskylä oraz Seinäjoki     | K (ii)    | 2021 | Wpis na listę informacyjną UNESCO obejmuje szereg prac fińskiego architekta Alvara Aalto, który projektował budynki w stylu modernistycznym. Jego najbardziej znanymi pracami były m.in. Finlandia Talo oraz Techniczny Uniwersytet Helsiński. |